# Maria Theresia Smidts
Maria Theresia Smidts (* ca. 1715) was een Vlaamse zilversmid.

## Biografie
Maria Theresia Smidts (* ca. 1715), dochter van Joannes Smidts (1678-1755) en Pieternelle Pierssens, werkte vanaf circa 1730 in het atelier van haar vader. Op 4 maart 1761 wordt ze als zilversmid in het Gentse edelsmedenambacht opgenomen. In haar aanvraag van 30 december 1760 benoemt ze dat ze het atelier van haar vader en haar onlangs overleden broer Jacobus Franciscus Smidts (1711-1760) wil verderzetten. Vanaf dan hanteert ze het meesterteken van die laatste en dat zeker tot in 1764/66. De baron van Exaerde is een van haar klanten.